# Thomas Akers
Thomas Dale Akers (Saint Louis, 20 mei 1951) is een voormalig Amerikaans ruimtevaarder. Akers zijn eerste ruimtevlucht was STS-41 met de spaceshuttle Discovery en vond plaats op 6 oktober 1990. Tijdens de missie werd de ruimtesonde Ulysses de ruimte in gebracht.
Akers maakte deel uit van NASA Astronaut Group 12. Deze groep van 15 astronauten begon hun training in juni 1987 en werden in augustus 1988 astronaut. In totaal heeft Akers vier ruimtevluchten op zijn naam staan, waaronder een missie naar het Russische ruimtestation Mir. Tijdens zijn missies maakte hij vier ruimtewandelingen. In 1997 verliet hij NASA en ging hij als astronaut met pensioen. 